# Цирк (филм от Социалистическа република Македония)
„Цирк“ (на македонска литературна норма: „Циркус“) е късометражен цветен анимиран филм от Социалистическа република Македония от 1979 година на режисьора Дарко Маркович по сценарий на самия Маркович, който също така е аниматорът на филма.
Филмът е отличен с няколко награди, сред които е „Сребърен змей“ на Краковския филмов фестивал.
Сюжетът се занимава с темата на човешките отношения които се оприличават на цирк.